# Víznar
Víznar – gmina w Hiszpanii, w prowincji Grenada, w Andaluzji, o powierzchni 13 km². W 2011 roku gmina liczyła 937 mieszkańców.
W 1936 r., podczas wojny domowej, w okolicy między tym miastem a Alfacarem został zamordowany hiszpański poeta Federico García Lorca.